# آية الولاية

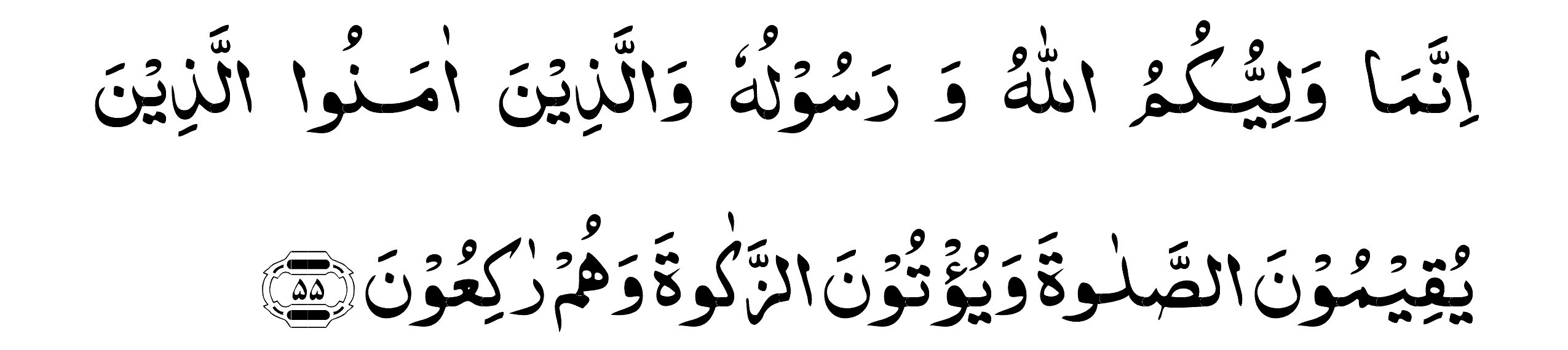
التفسير الميسر: إنما ناصركم -أيُّها المؤمنون- الله ورسوله، والمؤمنون الذين يحافظون على الصلاة المفروضة، ويؤدون الزكاة عن رضا نفس، وهم خاضعون لله.

آية الولاية هي الآية الخامسة والخمسُونَ من سورة المائدة في القرآن؛ وهي التي يستدل بها الشيعة على إثبات الولاية لله تعالى ولرسوله محمد بن عبد الله وللإمام علي بن أبي طالب. نص الآية ﴿إِنَّمَا وَلِيُّكُمُ اللَّهُ وَرَسُولُهُ وَالَّذِينَ آمَنُوا الَّذِينَ يُقِيمُونَ الصَّلَاةَ وَيُؤْتُونَ الزَّكَاةَ وَهُمْ رَاكِعُونَ ۝٥٥﴾ [المائدة:55].

## معاني بعض المفردات
- إِنَّمَا : هي لفظة مركبة في الأصل من حرفين «إنّ» التي تفيد معنى الإثبات، و«ما» التي تفيد معنى النفي، ومع الجمع بين الحرفين تصير «إِنَّمَا» التي هي أداة تفيد معنى الحصر[1]، أي حصر أمرٍ بأمرٍ آخر على وجه التخصيص به، فالتأكيد إذا ما أعقبه نفي يدلّل على معنى الحصر، وهذا متفق عليه بين السواد الأعظم من النحاة، ولم نجد من خالف هذا الاتفاق، إلاّ الفخر الرازي في تفسيره [2]، حيث قال مانصّه: ولا نسلم أنّ كلمة «إنّما» للحصر، انتهى.
- وَلِيُّكُمُ : ذهب كل علماء ومفسري الشيعة، تبعا لما ورد عن أهل البيت من أنّ لفظة «وَلِيُّكُمُ» في الآية تفيد معنى ولاية الأمر أي الإمامة والخلافة.[3]
- الَّذِينَ آمَنُوا: رأى كل علماء ومفسري مذهب أهل البيت عليهم السلام، أنّه يمكن ويجوز في لغة العرب أن يستعملوا ضمير الجمع في المفرد لأجل التعظيم [4]، وتبعهم في هذا بعض أعلام أهل السنّة والجماعة[5]، وقد وقع ذلك في القرآن الكريم كثيرا [6]
- الزَّكَاةَ: ذهب أعلام الشيعة إلى القول، بأنّ المراد من لفظة «الزَّكَاةَ» في آية الولاية، معناها العام الذي هو مطلق الزّكاة أي ما يعبّر عنه بالصدقة المستحبّة [7] وهذا ورد في القرآن، وكذلك تبعهم في هذا القول من أهل السنّة والجماعة كل من قال بأنّ الآية نزلت في علي بن أبي طالب .
- وَهُمْ رَاكِعُونَ: ذهب كل مفسري الشيعة وعلمائهم إلى أنّ «الواو» في قوله تعالى «وَهُمْ رَاكِعُونَ» حاليّة [8]، بمعنى أنّ مابعد الواو منصوب بالحالية، وبالتالي يكون معنى العبارة «ويؤتون الزّكاة في حين هم راكعون» وتبعهم في هذا جمع من مفسري أهل السنّة والجماعة:[9]

## تفسير الشيعة للآية
ذهب الشيعة بجميع علمائهم ومفسريهم إلى أنّ الآية تدلّ في العموم على الإمامة والخلافة، وتدلّ في الخصوص على إمامة وخلافة علي بن أبي طالب ، وعليه فمعنى آية الولاية كالتالي:
- أنّ ولي أمركم الواجب طاعته هو المولى تعالى ثم من بعده الرسول الأكرم محمد  ومن بعدهما علي بن أبي طالب  المقصود بعبارة «المؤمنون الذين يقيمون الصلاة ويؤتون الزكاة حين هم راكعون»، ومن يجعل هؤلاء أولياءه فإنّه من حزب الله المتحقق لهم النّصر.

## الأدلّة على تفسير الشيعة
استدلّ الشيعة بآية الولاية أوّلاً: على الإمامة بمفهومها العام، وثانياً: على إمامة علي بن أبي طالب، وفي مقام توضيح دليلهم على إمامة علي بن أبي طالب، قسموا الأدلّة إلى قسمين:
- القسم الأول: من نفس الآية وهي القرائن الموجودة في نفس عبارات آية الولاية.
- القسم الثاني: من خارج الآية، وهي الروايات المستفيضة والمتواترة الواردة في تفسير سبب نزول آية الولاية.

### الدليل القرآني من نفس الآية
أولا: أنّ لفظة «وَلِيُّكُمُ» في الآية تدلّ على الإمامة والخلافة، لا على المحبّة والنُّصرة كما رجّح غيرهم، ولهم في ذلك قرائن عديدة ترجح هذا المعنى، منها:
- أنّ لفظة «الولاية» من المشتركات المعنوية -القصد من المشترك المعنوي هنا هو أنّ لفظة الولاية مثلا وضعت لمعنى واحد هو القيام أو القيمومة بالأمر، ولكن لها أفراد كثيرة ينطبق عليها هذا المعنى- لا المشتركات اللفظية - الاشتراك اللفظي هو أن يكون اللّفظ واحد وقد وضع لأكثر من معنى، مثل لفظة العين التي لها معاني كثيرة منها العين الباصرة، وعين الماء، وعين الذهب وعين الحقيقة، وكل معنى من هذه المعاني مختلف على الآخر-، وعليه فلفظة «الولاية» تفيد معنى واحد هو القيام بالأمر أو القيمومة على الأمر، إلاّ أنّ هذا المعنى الواحد له أفراد ومصاديق متعدّدة ينطبق عليها، مثل الصديق والجار والخالق تعالى والرسول (ص)وغيرها.
- الروايات الكثيرة البالغة حدّ التواتر، والواردة عن جمع من الصحابة، والتي يفهم منها أنّ سبب نزول هذه الآية هو علي بن أبي طالب عليهما السلام حينما تصدّق بخاتمه للسائل أثناء ركوعه في الصلاة.
- ورود لفظة «الولي» في نصوص روائية أخرى بالغة أيضا مافوق حدّ التواتر، تثبت أنّ الولاية الثابتة للإمام علي بن أبي طالب هي الولاية التي تفيد معنى الإمامة والخلافة، منها رواية الغدير التي تشمل عبارة «أنت ولي كل مؤمن من بعدي» الذي أخرجها جملة من أعلام أهل السنّة والجماعة، منهم:

1. ابن حبان في صحيحه[10]
2. الترمذي في سننه [11]،
3. النسائي في سننه الكبرى [12]،
4. أحمد بن حنبل في مسنده[13]

ثانيا: أنّ الواو في عبارة «وَهُمْ رَاكِعُونَ» حالية لا عاطفة كما قال غيرهم ، وعليه فالعبارة التي بعد الواو واقعة في مقام وصف الحال المتعلق بعبارة «وَيُؤْتُونَ الزَّكَاةَ»، وبالتالي فهي مخصصة لعبارة «الَّذِينَ آمَنُواْ الَّذِينَ يُقِيمُونَ الصَّلاَةَ وَيُؤْتُونَ الزَّكَاةَ» التي يستفاد منها الجمع، ودليلهم على ذلك هو:
- قول النحاة أنّ عطف الجملة الإسمية على الفعل تتنافى مع الفصاحة، بل هي لغة الأجلاف.
- أنّ معنى الحال أظهر في العبارة من العطف، فعبارة «يُؤْتُونَ الزَّكَاةَ وَهُمْ رَاكِعُونَ» من قبيل قولهم «مررت بالعلماء وهم يتحاورون» أي مررت بهم وهم في حالة الحوار.
- وهذا ما ذهب إليه جملة كبيرة من مفسري وعلماء أهل السنّة والجماعة، منهم:

1. الزمخشري في تفسيره [15]
2. الجرجاني في تفسيره[16]
3. النسفي في تفسيره [17]
4. الآلوسي في تفسيره [18]
5. السمرقندي في تفسيره [19]
6. الشوكاني في تفسيره [20]
7. القرطبي في تفسيره [21]

بينما احتمل البعض الآخر الوجهين ولم يرجّح قول منهما:
1. الماوردي في تفسيره [22]
2. الإيجي الشيرازي الشافعي في تفسيره [23]

### الدليل الروائي
بناءًا على قوله تعالى «وَمَا آتَاكُمُ الرَّسُولُ فَخُذُوهُ وَمَا نَهَاكُمْ عَنْهُ فَانتَهُوا وَاتَّقُوا اللَّـهَ إِنَّ اللَّـهَ شَدِيدُ الْعِقَابِ» الدالّة على التمسك بالسنّة بعد القرآن، فقد تمسّك الشيعة بجميع علمائهم برواية تصدّق علي بن أبي طالب  بخاتمه، والتي تدلّل على أنّ المقصود بالولاية في «آية الولاية» بعد المولى تعالى والرسول الأكرم (ص) هو علي بن أبي طالب .

#### نّص الرواية
حدثني أبو الحسن محمد بن القاسم الفقيه الصيدلاني، قال: أخبرنا أبو محمد عبد الله بن أحمد الشعراني، قال: حدثنا أبو علي أحمد بن علي بن رزين القاشاني، قال: حدثني المظفر بن الحسين الأنصاري، قال: حدثنا السندي بن علي الوراق، قال: حدثنا يحيى بن عبد الحميد الحماني، عن قيس بن الربيع، عن الأعمش، عن عباية بن ربعي، قال:
بينما عبد الله بن عبّاس جالس على شفير زمزم يقول: قال رسول الله (ص)، إذ أقبل رجل متعمم بعمامة، فجعل ابن عباس لا يقول قال رسول الله (ص)، إلا قال الرجل قال رسول الله (ص)، فقال ابن عبّاس: سألتك بالله من أنت؟ فكشف العمامة عن وجهه وقال: أيها النّاس من عرفني فقد عرفني، ومن لم يعرفني فأنا جندب بن جنادة البدري، أبو ذر الغفاري، سمعت النبيّ (ص) بهاتين وإلا فصمتا، ورأيته بهاتين وإلا فعميتا وهو يقول: علي قائد البررة، وقاتل الكفرة، منصور من نصره، ومخذول من خذله.
أما إني صليّت مع رسول الله(ص) يوماً من الأيام صلاة الظهر، فسأل سائل في المسجد، فلم يعطه أحد، فرفع السائل يده إلى السماء، وقال: اللهم اشهد أنّي سألت في مسجد رسول الله (ص)، فلم يعطني أحد شيئاً، وكان علي راكعاً، فأومى إليه بخنصره اليمنى، -وكان يتختم فيها-، فأقبل السائل حتى أخذ الخاتم من خنصره، وذلك بعين النبي صلى الله عليه وآله وسلم (ص)، فلما فرغ النبي صلى الله عليه وآله وسلم (ص) من صلاته رفع رأسه إلى السماء، وقال: اللّهم إنّ أخي موسى سألك فقال: رب اشرح لي صدري، ويسر لي أمري، واحْلُل عقدة من لساني، يفقهوا قولي، واجعل لي وزيراً من أهلي، هارون أخي، اشدد به أزري وأشركه في أمري، فأنزلت عليه قرآناً ناطقاً «سنشد عضدك بأخيك» اللّهم وأنا النبي محمد (ص) نبيك وصفيّك، اللّهم فاشرح لي صدري ويسر لي أمري، واجعل لي وزيراً من أهلي عليًا أخي أشدد به أزري.
قال [أبو ذر]: فوالله ما استتم رسول الله(ص) الكلام حتّى نزل عليه جبريل من عند الله، وقال: يا محمد صلى الله عليه وآله (ص) هنيئا ماوهب لك في أخيك [فقال رسول الله: (ص) ]  وماذا ياجبرائيل ؟ قال: أمر الله أمتك بمولاته إلى يوم القيامة، وأنزل عليك ((إِنَّمَا وَلِيُّكُمُ اللّهُ وَرَسُولُهُ وَالَّذِينَ آمَنُواْ الَّذِينَ يُقِيمُونَ الصَّلاَةَ وَيُؤْتُونَ الزَّكَاةَ وَهُمْ رَاكِعُونَ)).

#### رواة الرواية
رَوَى سبب نزول الآية الشيعة والسنّة ومن طرق متعدّدة، وممن رواه:

##### من الصحابة
1. علي بن أبي طالب .[27][28]
2. عبد الله بن عباس.[29]
3. أبو رافع المدني.[30]
4. عمار بن ياسر.[28]
5. أبو ذر الغفاري.[31]
6. أنس بن مالك.[32]
7. المقداد بن الأسود.[33]

##### من التابعبن
1. مسلمة بن كهيل.[34]
2. عتبة بن أبي حكيم.[35]
3. السدي.[36]
4. مجاهد.[35]

#### الرواية في كتب التفاسير السنّية
- ولقد نقل جملة كبيرة من أعلام أهل السنّة والجماعة في تفاسيرهم ومصنّفاتهم، القول بأنّ الآية نزلت في علي بن أبي طالب ، نذكر منهم البعض:

1. ابن أبي حاتم في تفسيره: تفسير القرآن العظيم [37]، وقد أخرج الرواية بسند صحيح، عن أبي سعيد الأشج عن الفضيل بن دكين عن موسى بن قيس الحضرمي عن سلمة بن كهيل، وكلهم ثقات
2. ابن أبي زمانين في تفسيره: تفسير القرآن العزيز[38]
3. ابن عطية الأندلسي في تفسيره: المحرر الوجيز في تفسير الكتاب العزيز[39]
4. ابن جزي الكلبي في تفسيره: التسهيل لعلوم التنزيل[40]
5. أبو الفرج بن الجوزي في تفسيره: زاد المسير في علم التفسير[41]
6. ابن جرير الطبري في تفسيره: جامع البيان[42]
7. ابن عادل الدمشقي الحنبلي: اللباب في علوم الكتاب[43]
8. أبو البركات النسفي في تفسيره: مدارك التنزيل وحقائق التأويل[44]
9. أبو حيّان الأندلسي في تفسيره: البحر المحيط[45]
10. البغوي في تفسيره: معالم التنزيل[46]
11. السيوطي في تفسيره: الدر المنثور في التفسير بالمأثور[47]، حيث نقل روايات كثيرة وبطرق متعدّدة.
12. الآلوسي في تفسيره: روح المعاني[48]، حيث قال: غالب الإخباريين [49] على أنّها - أي الآية - نزلت في علي بن أبي طالب
13. الثعالبي في تفسيره: الجواهر الحسان [50]
14. الثعلبي في تفسيره: الكشف والبيان [51]
15. السمعاني في تفسيره: تفسير القرآن[52]
16. البيضاوي في تفسيره: أنوار التزيل وأسرار التأويل[53]
17. السدي الكبير أبو محمد إسماعيل في تفسيره: تفسير السدي الكبير[54]
18. الزمخشري في تفسيره: الكشاف [55]، ذهب في تفسير الآية إلى ماذهب إليه الشيعة
19. السمرقندي أبو اللّيث نصر بن محمد في تفسيره: بحر العلوم [56]
20. الشوكاني في تفسيره: الفتح القدير [57]
21. الجرجاني في تفسيره: درج الدرر [58]
22. الإيجي الشيرازي في تفسيره: جامع البيان [59]
23. الخازن في تفسيره: لباب التأويل في معاني التنزيل[60]
24. القرطبي في تفسيره: الجامع لأحكام القرآن[61]
25. مكي ابن أبي طالب بن حموش في تفسيره (مجموعة رسائل جامعية): الهداية لبلوغ النهاية [62]

#### الرواية في كتب الحديث السنّية
1. ابن حجر العسقلاني في كتابه: الكافي الشاف [63]
2. الإمام العلامة ابن الصبّاغ المالكي في كتابه: الفصول المهمة [64]
3. الإمام الواحدي في كتابه: أسباب النزول [65]
4. الحاكم الحاسكاني في كتابه: شواهد التنزيل: حيث أخرج الرواية بطرق كثيرة وعن جملة من الصحابة [66]
5. الحافظ علي بن أبي بكر الهيثمي في كتابه: مجمع الزوائد [67]
6. الحافظ المحدّث المحب الطبري في كتابه: ذخائر العقبى [68]
7. المحدّث الجويني في كتابه: فرائد السمطين: حيث أخرج الرواية بطرق كثيرة، وعن جملة من الصحابة [69]
8. المحدّث الزرندي الحنفي المدني في كتابه: نظم درر السمطين: حيث أخرج الرواية بطرق كثيرة، وعن جملة من الصحابة [70]
9. الحافظ الخوارزمي في كتابه: المناقب: وقد أخرج الرواية بطرق كثيرة، وعن جملة من الصحابة[71]

## تفسير أهل السنّة للآية ومبانيهم
لقد وقع خلاف كبير بين علماء ومفسري أهل السنّة والجماعة في تفسير المعنى العام لآية الولاية، تبعا لخلافهم في تفسير مفردات الآية، إلاّ أنّ هناك جملة منهم قال: أنّ آية الولاية، لا دلالة فيها على الإمامة والخلافة، كما ذهب البعض منهم إلى انكار نزول آية الولاية في شأن علي بن أبي طالب  حينما تصدّق بخاتمه للسائل، وعليه فقد فسروا آية الولاية كالآتي:
إنّما ناصركم والواجب عليكم محبّته ونصرته هو الله والرسول محمد (ص) وعموم المؤمنين الذين يتصفون بأنّهم من المقيمين للصلاة والمؤتون للزكاة وهم في حالة خشوع وخضوع، ومن يتولى هؤلاء فإنّهم من حزب الله المنصورين.
وقد قرّر «ابن الجوزي» هذا الخلاف الحاصل بين علماء ومفسري أهل السنّة والجماعة، في تفسيره «زاد المسير»، ومع التلخيص يكون كالتالي:

### الإختلاف في من نزلت الآية
قوله تعالى { إِنَّمَا وَلِيُّكُمُ اللّهُ وَرَسُولُهُ } اختلفوا في من نزلت على أربعة أقوال:
1. في عبد الله بن سلام وأصحابه حينما قدموا للرسول صلى الله عليه وسلم وذكر رواية في ذلك وهي: أنّ عبد الله بن سلام وأصحابه جاؤوا إلى رسول الله صلى الله عليه وسلم وقالوا: إنّ قوما قد أظهروا لنا العداوة، ولانستطيع أن نجالس أصحابك لبُعد المنازل، فنزلت هذه الآية، فقالوا: رضينا بالله وبرسوله وبالمؤمنين، وأذّن بلال بالصلاة، فخرج رسول الله صلى الله عليه وسلم فإذا مسكين يسأل النّاس، فقال: رسول الله صلى الله عليه وسلم «هل أعطاك أحد شيئًا» ؟ قال [ المسكين]:[73] نعم، قال [رسول الله صلى الله عليه وسلم]:[73] ماذا ؟ قال [ المسكين]:[73] خاتم فضة، قال [رسول الله صلى الله عليه وسلم]:[73] من أعطاكه، قال: ذلك القائم، فإذا هو علي بن أبي طالب ، أعطانيه وهو راكع، فقرأ رسول الله صلى الله عليه وسلم هذه الآية.
2. في عبادة بن الصامت لما تبرأ من حلفائه اليهود ولم يذكر ابن القيم الجوزي الرواية التي أخرجها " ابن جرير الطبري" في تفسيره، وهي: حدثنا هناد بن السري قال: حدّثنا يونس ين بكير قال: حدثنا ابن اسحاق قال: حدثني والدي اسحاق بن يسار، عن عبادة بن الوليد بن عبادة ابن الصامت قال: لما حاربت بنو قينقاع رسول الله صلى الله عليه وسلم، مشى عبادة ابن الصامت إلى رسول الله صلى الله عليه وسلم - وكان أحد بني عوف بن الخزرج - فخلعهم إلى رسول الله صلى الله عليه وسلم وتبرأ إلى الله وإلى رسوله من حلفهم، وقال: أتولى الله ورسوله والمؤمنين، وأبرأ من حلف الكفار وولايتهم، ففيه نزلت " إنّما وليكم الله ورسوله والمؤمنين[74].......إلى آخر الرواية التي تكرر ماهو قريب مماذكر. وقد أخرج هذه الرواية من طريق آخر عن " عطية بن سعد "[75].
3. في أبي بكر الصديق ولم يأتي ابن الجوزي بأي رواية.
4. في عموم المسلمين ولم يذكر ابن الجوزي أي رواية.

### الإختلاف في اتيان الزكاة في الركوع
قوله تعالى { وَيُؤْتُونَ الزَّكَاةَ وَهُمْ رَاكِعُونَ } اختلفوا لقولين:
- أنّهم دفعوا الزكاة أثناء الركوع، وهو تصدّق علي بن أبي طالب  بخاتمه في الركوع.
- أنّ من شأنهم إيتاء الزكاة وفعل الركوع.

### الإختلاف في لفظة الركوع
أمّا في لفظة «الركوع» فاختلفوا لثلاثة أقوال:
- أنّه نفس الركوع الذي هو جزء من الصلاة
- أنّه صلاة التطوّع بالليل والنّهار
- أنّه الخضوع والخشوع

## آية الولاية وكتب التفسير
ذكر المفسّرون من علماء الفريقين (الشيعة والسنة على ما يربو من أربعين كتاباً نزول هذه الآية في الإمام علي بن أبي طالب (ع) بعد قصة تصدّقه بخاتمه وهو راكع في صلاته. وممن ذكر ذلك من علماء جمهور المسلمين:
- فخر الدين الرازي (المتوفى 604هـ)؛ حيث قال: «روي عن أبي ذر (رضي اللَّه عنه) أنه قال: صليت مع رسول اللَّه (صلى اللَّه عليه وسلم) يوماً صلاة الظهر، فسأل سائل في المسجد فلم يعطه أحد، فرفع السائل يده إلى السماء وقال: اللّهم اشهد أني سألت في مسجد الرسول (صلى اللَّه عليه وسلم) فما أعطاني أحد شيئا، وعلي كان راكعاً، فأومأ إليه بخنصره اليمنى وكان فيها خاتم، فأقبل السائل حتى أخذ الخاتم بمرأى النبي (صلى اللَّه عليه وسلم)، فقال: «اللّهم إن أخي موسى سألك». فقال: رَبِّ اشْرَحْ لِي صَدْرِي إلى قوله وَأَشْرِكْهُ فِي أَمْرِي [طه: 25- 32]، فأنزلت قرآنا ناطقا:{سَنَشُدُّ عَضُدَكَ بِأَخِيكَ وَ نَجْعَلُ لَكُما سُلْطاناً} [القصص: 35]، اللّهم وأنا محمد نبيك وصفيك فاشرح لي صدري ويسر لي أمري واجعل لي وزيرا من أهلي عليا أشدد به ظهري. قال أبو ذر: فواللَّه ما أتم رسول اللَّه هذه الكلمة حتى نزل جبريل فقال: يا محمد اقرأ: إِنَّما وَلِيُّكُمُ اللَّهُ وَرَسُولُهُ إلى آخرها».[76]

- جار الله الزمخشريّ (المتوفى 528هـ): قال في تفسير هذه الآية: «وإنها نزلت في علىّ (كرم اللَّه وجهه) حين سأله سائل - وهو راكع في صلاته - فطرح له خاتمه، كأنه كان مرجا في خنصره، فلم يتكلف لخلعه كثير عمل تفسد بمثله صلاته. فإن قلت: كيف صح أن يكون لعلىّ (رضى اللَّه عنه) واللفظ لفظ جماعة؟ قلت: جيء به على لفظ الجمع وإن كان السبب فيه رجلاً واحداً، ليرغب الناس في مثل فعله فينالوا مثل ثوابه، ولينبه على أن سجية المؤمنين يجب أن تكون على هذه الغاية من الحرص على البرّ والإحسان وتفقد الفقراء، حتى إن لزهم أمر لا يقبل التأخير وهم في الصلاة، لم يؤخروه إلى الفراغ منها».[77]

- أبو عبد الله الكنجي الشافعي (المتوفى 658هـ): فقد رَوى عن أنس بن مالك أنّ سائلاً أتى المسجد وهو يقول: من يقرض الملي الوفي؟ وعلي (ع) راكع يقول بيده خلفه للسائل أن اخلع الخاتم من يدي، قال [فقال] رسول الله (ص): يا عمر! وجبت. قال: بأبي أنت وأمي يا رسول الله، وما وجبت؟ قال: وجبت له الجنة، والله ما خلعه من يده حتى خلعه الله من كل ذنب، ومن كل خطيئة. قال: فما خرج أحد من المسجد حتى نزل جبرئيل (ع) بقوله عَزَّ وجَلَّ: ﴿إِنَّمَا وَلِيُّكُمُ اللّهُ وَرَسُولُهُ وَالَّذِينَ آمَنُواْ الَّذِينَ يُقِيمُونَ الصَّلاَةَ وَيُؤْتُونَ الزَّكَاةَ وَهُمْ رَاكِعُونَ)».[78]

## بعض مداخل البحث
- معنى كلمة «ولي» في كتب اللغة
- معنى الولي في آية الولاية ؟
- ماهي علائم الولي؟
- موارد استعمال كلمة «الولي» في القرآن الكريم.
- من هم الذين آمنوا ؟
- كيف يتصدَّق شخص وهو في الصلاة؟
- آية الولاية في مصادر الشيعة
- روايات أهل السنة في شأن نزول هذه الاية
- اشكالات وشبهات

## مواضيع ذات علاقة
- آية إكمال الدين
- الإمامة
- الولاية
- الخلاف حول الأئمة عند طوائف الشيعة
- ليلة المبيت